# 自動火器
自動火器（じどうかき）は、一回の操作で「弾丸の発射」・「空となった薬莢の排出」・「次弾の装填」・「発射可能状態の維持」の一連の動作を行う火器全般を指す言葉である。自動でこれら動作を行うことからオートマチックなどとも表現される。

## 概要
自動火器は、排莢や装填のための操作を自動化し、「引き金を引く」という操作のみで連続発射できる火器である。その多くが発射時の火薬ガスの圧力を取り分けたり、弾丸の推進に伴って発生する反作用を利用したりして機構を動作させているが、一部には油圧ないし電動機などの外部からの動力を入力して動作させるもの（外部動力式）もある。
この様式の最大の利点は、複雑な操作を必要とせず、いつでも弾丸が発射可能な状態になることである。その反面で機構が複雑かつ繊細になること、故障が発生し易いこと、部品点数が増え整備性に劣ること、加えて全体の重量が増す傾向が強いことが欠点になる。
ブローバックやガス圧作動方式、反動利用式（ショートリコイルなど）といった弾薬のエネルギーを動力源とする方式では、初弾に限って手動で装填する必要があるが、外部動力を用いるものでは、初弾装填作業から自動で行うものも見られる。ただし、外部動力式は動力も一緒に運搬する必要があり簡便性に劣る。
射撃中に不発射弾が生じると、発射→排莢と再装填→発射準備状態のサイクルが停まってしまう。ここで、外部動力式であれば強制的に排出して次弾を装填できるが、弾薬のエネルギーで作動する火器の場合は正常に作動せず、手動で装填し直す必要が出てくる。

## 分類
この様式の中には、一回引き金を引くと一発発射、のち再装填までが行われ、引き金を戻して引き直すまでは再度発射されないセミオートマチック（セミオート）と、引き金を引き続ける限り弾倉が空になるまで連続して弾丸を発射するフルオートマチック（フルオート）とがある。内部の機構でセミ・フルの切り替えができるものも多い。
自動火器に含まれる分類は以下のとおり。
- 機関銃（いわゆる「マシンガン」。小銃弾を発射する）

  - 分隊支援火器
- 自動小銃（自動装填機構を持つ小銃）
  - アサルトライフル（小銃弾と拳銃弾の間の威力の弾薬をフルオート射撃できる小型・軽量の自動小銃）
- 短機関銃（拳銃弾などをフルオート射撃できる小型・軽量の銃。サブマシンガンとも）
- 自動拳銃
  - マシンピストル（定義の曖昧な語。小型の短機関銃や、フルオート射撃のできる拳銃をこう呼ぶことがある）

## 銃社会と自動火器
アメリカ合衆国においては、フルオート火器の民間人への販売は1934年までは自由、それ以降は購入者が200ドルの税金の納付とバックグラウンドチェック（身辺調査）を行えば可能であったものの、1986年からは新規の販売が禁止されており、一部の例外を除いて民間人はセミオートに限定にした製品しか購入できない。しかし、こうした市販のセミオート火器のなかには、比較的容易な改造、またはバンプストック（バンプファイアストックとも）と呼ばれるオプションパーツ（反動を利用しトリガーを往復して押す）でフルオート化する事が可能なものもあり、犯罪者やテロリストがフルオート火器を入手したり、資格を持つガンスミスがアクション映画用にフルオート火器を容易に調達できる環境がある。
なお2018年12月、アメリカ合衆国司法省は銃連射部品を連邦法により製造・販売・所持が禁止されているマシンガンに分類する規則改正を発表した。
日本においては、フルオート射撃の可能な自動火器を保有できる組織は自衛隊や海上保安庁のほか、警察の特殊急襲部隊（SAT）、皇宮警察の特別警備隊などが主な配備先となっている。